# Mohamed Koné
Pour les articles homonymes, voir Koné.
Mohamed Koné, né le 24 mars 1981 à Abidjan, est un joueur ivoirien de basket-ball. Il joue au poste de pivot .

## Carrière
Contrôlé positif au cannabis en février 2007, Mohamed Koné est suspendu par l'Agence française de lutte contre le dopage (AFLD). De ce fait, l'Élan sportif chalonnais décide de le licencier.
Le champion de France en titre, la Chorale de Roanne, annonce officiellement le 19 décembre 2007 avoir engagé Koné. Son contrat prend effet le 26 janvier 2008, lorsque la suspension de ce dernier est purgée.

### Palmarès
- Finaliste du championnat d'Afrique 2009